# Jarmila Machačová
Jarmila Machačová (* 9. Januar 1986 in Havlíčkův Brod) ist eine tschechische Radrennfahrerin. Sie ist eine der dominierenden Radsportlerinnen ihres Landes seit Mitte der 2000er Jahre.

## Sportliche Laufbahn
2006 machte Jarmila Machačová erstmals international auf sich aufmerksam, als sie beim Weltcup-Rennen in Sydney im Scratch den zweiten Platz belegte. Im selben Jahr wurde sie Dritte der tschechischen Meisterschaft im Einzelzeitfahren auf der Straße sowie Dritte im Punktefahren der Junioren bei der Bahn-Europameisterschaft. Seitdem belegte sie regelmäßig vordere Plätze sowohl auf der Bahn wie auch auf der Straße.
2007 wurde Machačová tschechische Vize-Meisterin im Straßenrennen sowie Dritte der Bahnrad-Europameisterschaften für den Nachwuchs im Scratch. 2008 wurde sie tschechische Zeitfahrmeisterin und belegte Rang zwei im Straßenrennen. 2009 belegte sie in beiden Disziplinen jeweils den dritten Platz. Beim Bahn-Weltcup im selben Jahr in Peking gewann sie das Punktefahren. 2010 wurde sie bei den -Bahn-Weltmeisterschaften in Ballerup Fünfte im Scratch und konnte in der Folge bei weiteren Weltcup-Rennen Wettbewerbe im Scratch und Punktefahren für sich entscheiden.
Bei den Bahnradsport-Weltmeisterschaften 2011 in Apeldoorn errang Jarmila Machačová Silber im Punktefahren; zwei Jahre später wurde sie in Minsk Weltmeisterin im Punktefahren. 2012 wurde sie erneut nationale Meisterin im Zeitfahren auf der Straße und 2018 Straßenmeisterin. Zudem errang sie weitere Meistertitel auf der Bahn. 2019 errang sie bei den Europaspielen in Minsk Bronze im Punktefahren, und 2020 wurde sie zum zweiten Mal tschechische Straßenmeisterin. 2021 gewann sie vier nationale Titel auf der Bahn. 2022 legte sie eine Rennpause ein, da sie schwanger war, kündigte aber an, wieder bei Rennen zu starten. 2023 wurde sie tschechische Straßenmeisterin.

## Erfolge

### Bahn
2006
- Europameisterschaft (U23) – Punktefahren

2007
- Europameisterschaft (U23) – Scratch

2008
- Bahnrad-Weltcup in Los Angeles – Punktefahren

2009
- Bahnrad-Weltcup in Peking – Punktefahren

2010
- Bahnrad-Weltcup in Melbourne – Punktefahren

2011
- Weltmeisterschaft – Punktefahren
- Europameisterschaft – Punktefahren
- Tschechische Meisterin – Teamsprint (mit Lucie Hochmann)

2012
- Tschechische Meisterin – Mannschaftsverfolgung (mit Denisa Bartizalova und Lucie Hochmann)

2013
- Weltmeisterin – Punktefahren
- Tschechische Meisterin – Scratch, Teamsprint (mit Barbora Stehnová),  Mannschaftsverfolgung (mit Anna Bodlakova, Barbora Stehnová und Klára Ticháková)

2014
- Tschechische Meisterin – Omnium, Mannschaftsverfolgung (mit Lucie Hochmann, Sára Kaňkovská und Ema Kaňkovská)

2016
- Tschechische Meisterin – Omnium, Punktefahren, Mannschaftsverfolgung (mit Barbora Dzerengová, Lucie Hochmann und Eva Planicková)

2017
- Tschechische Meisterin – Ausscheidungsfahren, Omnium, Mannschaftsverfolgung (mit Barbora Dzerengová, Lucie Hochmann, Katerina Kohoutkova und Eva Jiroušková)

2018
- Tschechische Meisterin – Punktefahren, Omnium, Mannschaftsverfolgung (mit Lucie Hochmann, Tereza Neumanová und Katerina Kohoutkova)

2019
- Europaspiele – Punktefahren
- Tschechische Meisterin – Omnium

2020
- Tschechische Meisterin – Punktefahren, Mannschaftsverfolgung (mit Katerina Kohoutkova, Petra Ševčíková und Kristyna Burlova)

2021
- Tschechische Meisterin – Omnium, Einerverfolgung, Punktefahren, Scratch

2023
2023
- Tschechische Meisterin – Punktefahren, Omnium

2024
- Europameisterschaft – Punktefahren
- Tschechische Meisterin – Mannschaftsverfolgung (mit Petra Ševčíková, Gabriela Bártová und Veronika Bartoníková)

### Straße
2008
- Tschechische Meisterin – Einzelzeitfahren

2012
- Tschechische Meisterin – Einzelzeitfahren

2018
- Tschechische Meisterin – Straßenrennen

2020
- Tschechische Meisterin – Straßenrennen

2023
- Tschechische Meisterin – Straßenrennen